# Stanisław Marciniec

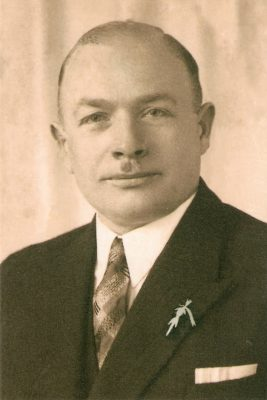
Stanisław Marciniec

Stanisław Marciniec, pseud. Mueller, Kellermann (ur. 20 września 1898 w Nądni, zm. 1 września 1942 w Berlinie) – powstaniec wielkopolski, właściciel biura porad prawnych w Zbąszyniu, polski wywiadowca na terenie Niemiec; przez niektórych zwany Klossem ze Zbąszynia.

## Życiorys[2]
Syn Jana Marcińca i Elżbiety Nowak, brat Marianny, Anny i Bibjanny.
W młodości został powołany do niemieckiego wojska i za swoje bohaterstwo otrzymał Krzyż Żelazny II klasy.
Po zakończeniu działań na froncie niemieckim wstąpił do I kompanii opalenickiej i pod dowództwem Edmunda Klemczaka walczył m.in. w Zbąszyniu, Nowym Dworze, Nowej Wsi Zbąskiej i Perzynach. Został pojmany i uwięziony przez Niemców. Udało mu się uciec i wrócić do domu.
W 1920 roku otworzył w Zbąszyniu biuro porad prawnych, w których pomagał pisać urzędowe pisma.
W 1922 roku poślubił Wiktorię Spychałę, z którą miał córkę Monikę. Wraz z żoną mieszkał w Zbąszyniu przy ulicy Marszałka Piłsudskiego 8 do roku 1939.
Od 1925 roku współpracował z polskim wywiadem, a w 1927 roku został zmuszony do współpracy z wywiadem niemieckim. Oczekiwali od niego takich informacji jak rozmieszczenie polskich wojsk przy granicy, informacji o tajnych dokumentach wojskowych i osób do szpiegowania na terenie Polski. Marciniec otrzymywał dane fałszywe i przez 5 lat współpracy, niemiecki wywiad nie wzbudzał podejrzeń. Z niewyjaśnionych przyczyn w 1933 roku Marciniec zakończył działalność.
7 grudnia 1939 roku wraz z żoną został wywieziony do Częstochowy. W 1940 roku został pojmany i przez dwa lata był przewożony po różnych więzieniach. Po przejęciu przez Niemiec dokumentów polskiego wywiadu zaczęły się aresztowania agentów i 23 lipca 1942 roku Marciniec został skazany na śmierć, a 1 września stracony przez ścięcie w Berlinie.

## Tablica pamiątkowa poświęcona bohaterowi
W Zbąszyniu w dniu 17 stycznia 2017 w czasie obchodów 97. rocznicy powrotu Zbąszynia do Macierzy odsłonięto pamiątkową tablicę informacyjnej poświęconej Stanisławowi Marcińcowi – powstańcowi wielkopolskiemu i agentowi wywiadu polskiego.